# Середовище передвстановлення Windows
Середовище передвстановлення Windows (англ. Windows Preinstallation Environment, WinPE) — це полегшені версії операційних систем Microsoft Windows, котрі дозволяють завантажуватися із компакт-дисків, USB або мережею.

## Короткий огляд
Середовище перевстановлення Windows було початково призначене, щоб використовувати як перевстановлену платформу для запуску Microsoft Windows, замінюючи DOS. Але пізніше вона стала використовуватися великими компаніями для перевстановлення Windows на великій кількості комп’ютерів і для відновлення роботи операційної системи. Також цей продукт може бути використаний розробниками для тестування.
Початково для створення образів Середовища перевстановлення Windows потрібно було мати підписку SA (Software Assurance), OEM або ISV-ліцензію. У версії 2.0 це обмеження зняли.
Поточна версія (10) базується на Windows 10.

## Версії

### Windows PE1.0
Зібрана на другій версії Windows XP.

### Windows PE1.1
Зібрана на основі Windows XP з пакетом оновлень 1.

### Windows PE1.2
Зібрана на основі Windows Server 2003.

### Windows PE1.5
Зібрана на основі Windows XP з пакетом оновлень 2.

### Windows PE1.6
Зібрана на основі Windows Server 2003 з пакетом оновлень 1.

### Windows PE2.0
Зібрана на основі Windows Vista.

### Windows PE2.2
Зібрана на основі Windows Server 2008 SP1.

### Windows PE3.0
Зібрана на основі Windows 7.

### Windows PE3.1
Зібрана на основі Windows 7 SP1.

### Windows PE4.0
Зібрана на основі Windows 8 і доступна у Windows ADK (Windows Kits 8.0).

### Windows PE5.0
Зібрана на основі Windows 8.1.

### Windows PE5.1
Зібрана на основі Windows 8.1 Update 1.

### Windows PE10
Зібрана на основі Windows 10 (включена до Windows ADK (Windows Kits 10)).